# Daniela Kadewa
Daniela Kadewa (bulgarisch Даниела Кадева; * 1. Januar 1994 in Bansko, Oblast Sofia) ist eine bulgarische Biathletin. Sie gab 2014 ihr Weltcupdebüt, bestritt bisher sechs Weltmeisterschaften und nahm an den Olympischen Spielen 2018 und 2022 teil.

## Sportliche Laufbahn

### Mäßiger Erfolg im IBU-Cup und Olympiaeinstand
Daniela Kadewa trat Ende 2009 im sehr jungen Alter von 15 Jahren erstmals in Rennen des IBU-Cups an, wobei sie vorher keine internationalen Rennen auf Juniorenebene absolvierte. Bestes Ergebnis in den Folgejahren wurde ein 24. Rang Anfang 2011 in ihrer Heimat Bansko, wobei dieses Rennen nur 36 Athletinnen beendeten und fast ausschließlich Sportler aus südosteuropäischen Nationen am Start waren. Als 18-Jährige nahm Kadewa an den Olympischen Jugendspielen von Innsbruck teil, spielte aber in den Ergebnislisten keine große Rolle. Mit der Staffel ging es im IBU-Cup 2013 und 2014 dreimal unter die besten Zehn, erneut allerdings aufgrund mangelnder Teilnehmerzahlen. Ende 2014 gab die Bulgarin in Hochfilzen dann ihren Einstand im Weltcup und wurde im Staffelrennen mit Emilija Jordanowa, Dessislawa Stojanowa und Stefani Popowa 18. von 23 Teams. Ihr erstes Einzelrennen im Weltcup bestritt Kadewa bei den Biathlon-Weltmeisterschaften 2015 in Kontiolahti und wurde 86. des Sprints. In der Saison 2016/17 erreichte sie einen 17. Rang im IBU-Cup, wurde daraufhin regelmäßig im Weltcup eingesetzt und durfte bei den Weltmeisterschaften in Hochfilzen starten. Nach einem recht guten Winter 2017/18 wurde die Bulgarin auch für die Olympischen Spiele von Pyeongchang nominiert und stellte dort mit dem 53. Platz im Einzel klar ihr Bestergebnis für die höchste Rennklasse ein. Zudem ging es mit der Mixedstaffel bei den Europameisterschaften auf den achten Rang von 21 Teams.

### Nationalmannschaft und erste Weltcuppunkte

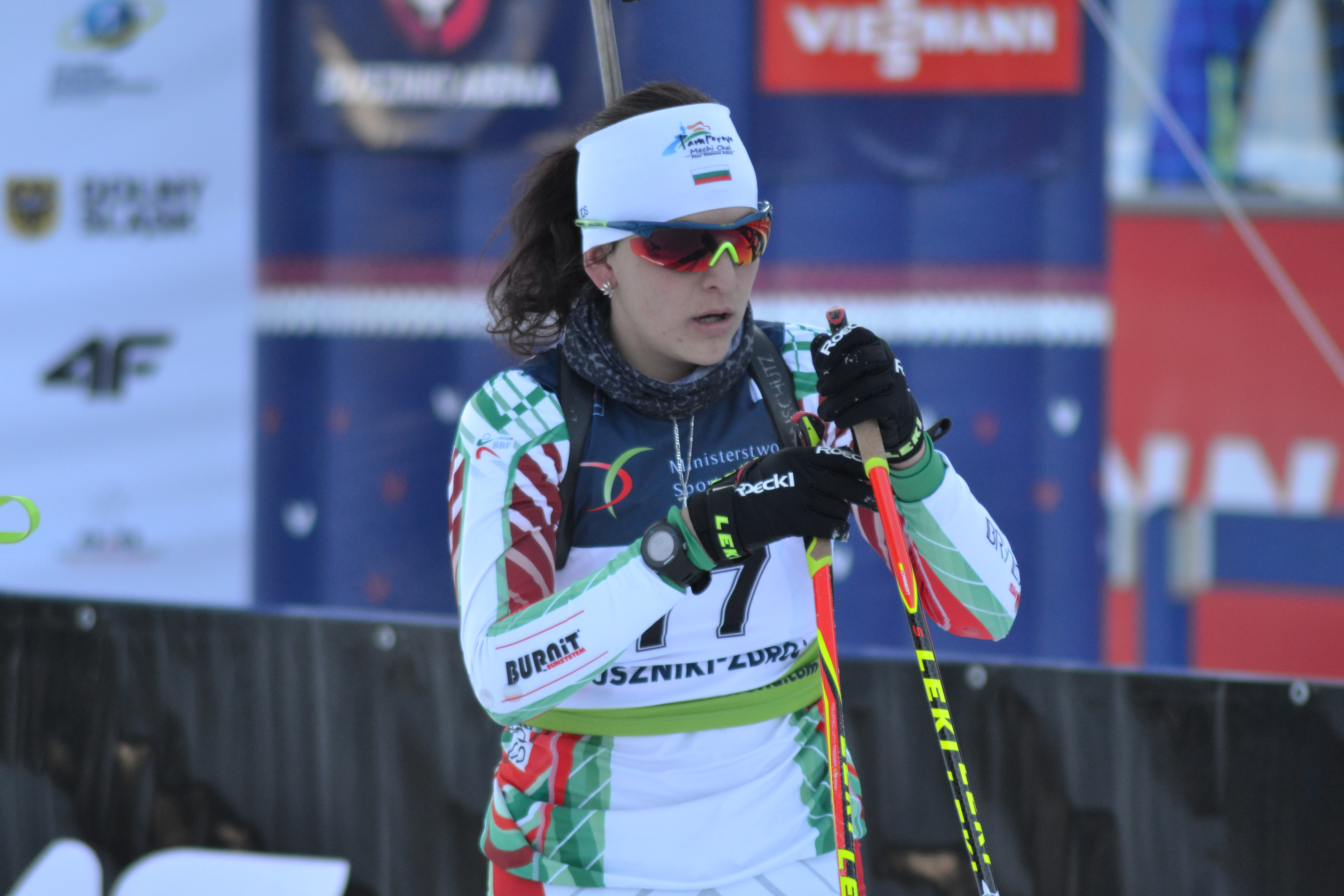
Kadewa im EM-Sprint 2017

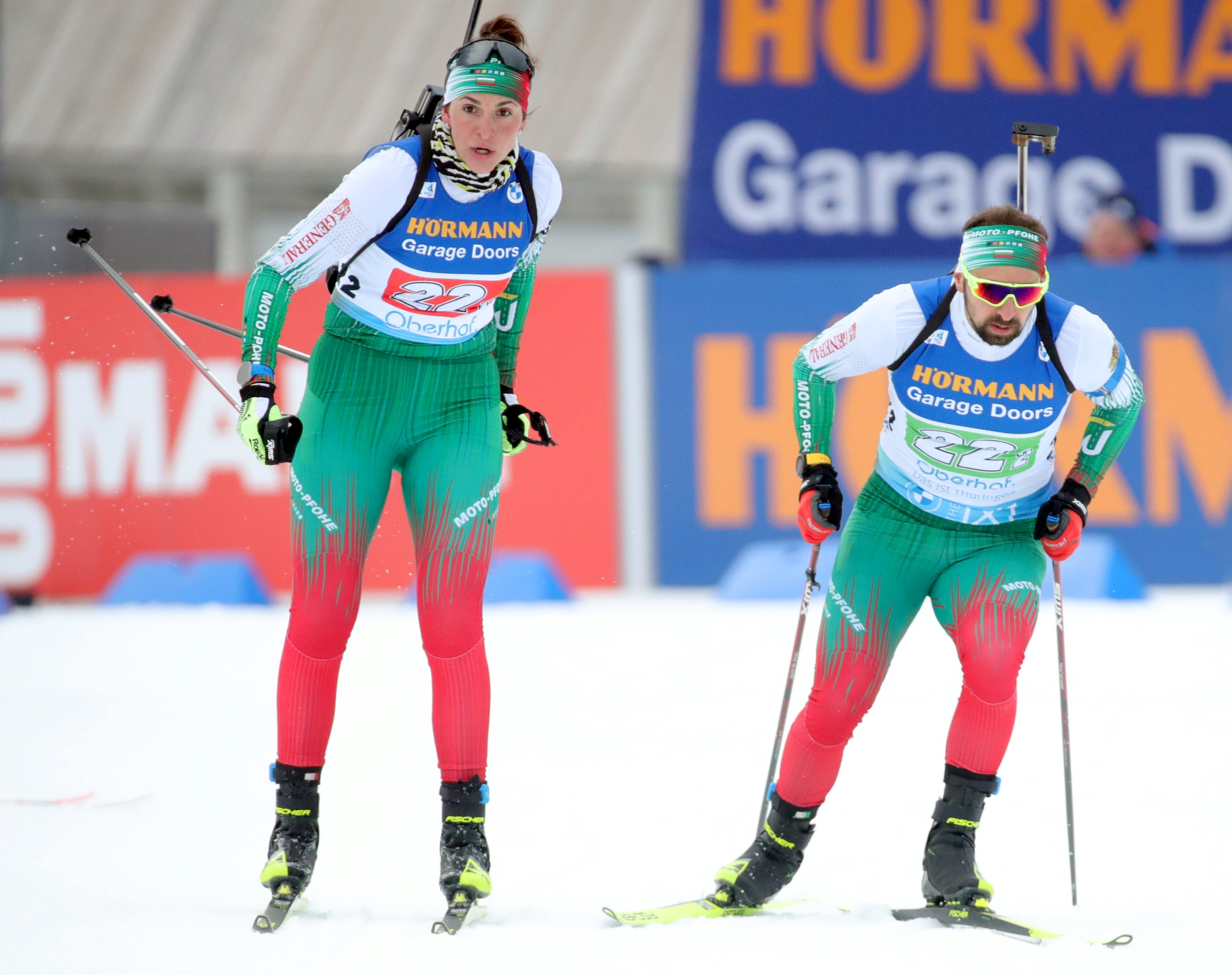
Kadewa und Anton Sinapow bei den Weltmeisterschaften 2023

Den ersten Top-10-Platz mit der Staffel im Weltcup gab es für Kadewa im März 2019 in Canmore, diesmal an der Seite von Jordanowa, Stojanowa und Milena Todorowa. Eine Woche später erreichte sie in Soldier Hollow ihren ersten Verfolgungswettkampf, trat diesen aber nicht an. Am Ende der Saison wurde die Bulgarin in Otepää Neunte im IBU-Cup-Sprint, was bis heute ihre beste Platzierung in der zweithöchsten Rennebene darstellt. Im Winter 2019/20 fielen die Leistungen Kadewas zunächst ab, beim Saisonhöhepunkt, den Weltmeisterschaften in Antholz überzeugte sie aber und erzielte mit dem 36. Platz im Einzel erstmals Weltcuppunkte. Einen weiteren solchen verpasste sie Ende 2020 beim Einzel von Kontiolahti hauchdünn, eine Zehntelsekunde fehlte ihr auf Lena Häcki. Ansonsten verlief dieser und auch der Folgewinter außer einer obligatorischen Top-60-Platzierung bei den Weltmeisterschaften 2021 weitestgehend enttäuschend. Im Februar 2022 qualifizierte sich Kadewa für ihre zweiten Olympischen Spiele, fand sich dort mit den Rängen 84 und 86 in Sprint und Einzel sowie Platz 18 im Staffelrennen aber nur auf hinteren Rängen wieder. Erfreulich lief wieder das Saisonende, ihren zweiten Top-10-Platz mit einer Staffel gab es in Otepää mit Blagoj Todew, Wladimir Iliew und Milena Todorowa im Mixedbewerb. Im Winter 2022/23 kam die Bulgarin im IBU-Cup einmal in die Punkteränge, bestes Individualergebnis im Weltcup war Rang 62 im Einzel von Östersund. Besser wurde es auch in der Folgesaison nicht, Kadewa beendete sämtliche Wettkämpfe außerhalb der Top 80 und bekam keinen Platz im WM-Kader.
In der Saison 2024/25 bestritt Kadewa keine internationalen Wettkämpfe und ist mittlerweile auch nicht mehr im bulgarischen Nationalkader aufgeführt.

## Persönliches
Kadewa lebt in ihrem Geburtsort Bansko.

## Statistiken

### Weltcupplatzierungen
Die Tabelle zeigt alle Platzierungen (je nach Austragungsjahr einschließlich Olympische Spiele und Weltmeisterschaften).
- 1.–3. Platz: Anzahl der Podiumsplatzierungen
- Top 10: Anzahl der Platzierungen unter den ersten zehn (einschließlich Podium)
- Punkteränge: Anzahl der Platzierungen innerhalb der Punkteränge (einschließlich Podium und Top 10)
- Starts: Anzahl gelaufener Rennen in der jeweiligen Disziplin
- Staffel: inklusive Mixed- und Single-Mixed-Staffeln

| Platzierung               | Einzel | Sprint | Verfolgung | Massenstart | Staffel | Gesamt |
| ------------------------- | ------ | ------ | ---------- | ----------- | ------- | ------ |
| 1. Platz                  |        |        |            |             |         |        |
| 2. Platz                  |        |        |            |             |         |        |
| 3. Platz                  |        |        |            |             |         |        |
| Top 10                    |        |        |            |             | 2       | 2      |
| Punkteränge               | 1      |        |            |             | 51      | 52     |
| Starts                    | 15     | 47     |            |             | 51      | 113    |
| Stand: Saisonende 2023/24 |        |        |            |             |         |        |

### Weltcupwertungen
Ergebnisse bei Weltcups (Disziplinen- und Gesamtweltcup) gemäß Punktesystem.
| Saison  | Einzel | Einzel | Sprint | Sprint | Verfolgung | Verfolgung | Massenstart | Massenstart | Gesamt | Gesamt |
| Saison  | Platz  | Punkte | Platz  | Punkte | Platz      | Punkte     | Platz       | Punkte      | Platz  | Punkte |
| ------- | ------ | ------ | ------ | ------ | ---------- | ---------- | ----------- | ----------- | ------ | ------ |
| 2019/20 | 63.    | 5      | –      | –      | –          | –          | –           | –           | 91.    | 5      |

### Olympische Winterspiele
Ergebnisse bei Olympischen Winterspielen:
|                                             | Einzelwettbewerbe | Einzelwettbewerbe | Einzelwettbewerbe | Einzelwettbewerbe | Staffelwettbewerbe | Staffelwettbewerbe |
| Einzel                                      | Sprint            | Verfolgung        | Massenstart       | Frauenstaffel     | Mixedstaffel       |                    |
| ------------------------------------------- | ----------------- | ----------------- | ----------------- | ----------------- | ------------------ | ------------------ |
| Olympische Winterspiele 2018 \| Pyeongchang | 53.               | 72.               | –                 | –                 | 16.                | 17.                |
| Olympische Winterspiele 2022 \| Peking      | 86.               | 84.               | –                 | –                 | 18.                | –                  |

### Biathlon-Weltmeisterschaften
Ergebnisse bei den Weltmeisterschaften:
| Weltmeisterschaften | Weltmeisterschaften | Einzelwettbewerbe | Einzelwettbewerbe | Einzelwettbewerbe | Einzelwettbewerbe | Staffelwettbewerbe | Staffelwettbewerbe | Staffelwettbewerbe |
| Jahr                | Ort                 | Einzel            | Sprint            | Verfolgung        | Massenstart       | Frauenstaffel      | Mixedstaffel       | S.-M.-Staffel      |
| ------------------- | ------------------- | ----------------- | ----------------- | ----------------- | ----------------- | ------------------ | ------------------ | ------------------ |
| 2015                | Kontiolahti         | –                 | 86.               | –                 | –                 | 23.                | –                  | nicht ausgetragen  |
| 2017                | Hochfilzen          | 72.               | –                 | –                 | –                 | 22.                | –                  | nicht ausgetragen  |
| 2019                | Östersund           | 54.               | 67.               | –                 | –                 | 20.                | 21.                | 19.                |
| 2020                | Antholz             | 36.               | 81.               | –                 | –                 | 20.                | 24.                | –                  |
| 2021                | Pokljuka            | 53.               | 88.               | –                 | –                 | 18.                | 15.                | –                  |
| 2023                | Oberhof             | 72.               | –                 | –                 | –                 | –                  | –                  | 20.                |

### Jugend-/Juniorenweltmeisterschaften
Kadewa nahm bis 2013 an den Jugend-, ab 2014 an den Juniorenwettkämpfen teil.
| Weltmeisterschaften | Weltmeisterschaften | Einzelwettbewerbe | Einzelwettbewerbe | Einzelwettbewerbe | Frauenstaffel |
| Jahr                | Ort                 | Einzel            | Sprint            | Verfolgung        | Frauenstaffel |
| ------------------- | ------------------- | ----------------- | ----------------- | ----------------- | ------------- |
| 2010                | Torsby              | 65.               | 72.               | –                 | 15.           |
| 2012                | Kontiolahti         | 70.               | 56.               | 53.               | 15.           |
| 2013                | Obertilliach        | 59.               | 79.               | –                 | 17.           |
| 2014                | Presque Isle        | 23.               | 26.               | 27.               | 10.           |
| 2015                | Minsk               | 35.               | 47.               | 39.               | DNS           |